# Nekhebet Fluctus
Il Nekhebet Fluctus è una struttura geologica della superficie di Venere.